# Efusão (química)

A imagem à esquerda mostra a efusão, enquanto a imagem à direita mostra a difusão. A efusão ocorre através de um orifício menor que o livre caminho médio das partículas em movimento, enquanto a difusão ocorre através de uma abertura na qual múltiplas partículas podem fluir simultaneamente.

Em física e química, efusão é o processo no qual um gás escapa de um recipiente através de um orifício de diâmetro consideravelmente menor que o livre caminho médio das moléculas. Tal orifício é frequentemente descrito como um pequeno furo e o escape do gás ocorre devido à diferença de pressão entre o recipiente e o exterior.
Sob essas condições, essencialmente todas as moléculas que chegam ao orifício continuam e passam através dele, já que as colisões entre moléculas na região do orifício são desprezíveis. Por outro lado, quando o diâmetro é maior que o livre caminho médio do gás, o fluxo obedece à Lei de fluxo de Sampson.
Na terminologia médica, uma efusão refere-se ao acúmulo de fluido em um espaço anatômico, geralmente sem loculação. Exemplos específicos incluem subdural, mastoide, pericárdico e efusões pleurais.

## Etimologia
A palavra efusão deriva da palavra latina "effundo", que significa "derramar", "verter", "emanar", "expressar", "prodigalizar", "desperdiçar".

## No vácuo
A efusão de um recipiente em equilíbrio para o vácuo externo pode ser calculada com base na teoria cinética. O número de colisões atômicas ou moleculares com uma parede de um recipiente por unidade de área por unidade de tempo (taxa de impacto) é dado por: {\displaystyle J_{\text{impacto}}={\frac {P}{\sqrt {2\pi mk_{\text{B}}T}}}.} assumindo que o livre caminho médio é muito maior que o diâmetro do pequeno orifício e o gás pode ser tratado como um gás ideal.
Se uma pequena área {\displaystyle A} no recipiente é perfurada para se tornar um pequeno orifício, a taxa de fluxo de efusão será {\displaystyle {\begin{aligned}Q_{\text{efusão}}&=J_{\text{impacto}}\times A\\&={\frac {PA}{\sqrt {2\pi mk_{\text{B}}T}}}\\&={\frac {PAN_{\text{A}}}{\sqrt {2\pi MRT}}}\end{aligned}}} onde {\displaystyle M} é a massa molar, {\displaystyle N_{\text{A}}} é a constante de Avogadro, e {\displaystyle R=N_{\text{A}}k_{\text{B}}} é a constante universal dos gases.
A velocidade média das partículas efundidas é {\displaystyle {\begin{aligned}{\overline {v_{x}}}&={\overline {v_{y}}}=0\\{\overline {v_{z}}}&={\sqrt {\frac {\pi k_{\text{B}}T}{2m}}}.\end{aligned}}}
Combinada com a taxa de fluxo de efusão, a força de recuo/empuxo no próprio sistema é {\displaystyle F=m{\overline {v_{z}}}{\times }Q_{\text{efusão}}={\frac {PA}{2}}.}
Um exemplo é a força de recuo em um balão com um pequeno furo voando no vácuo.

## Medidas de taxa de fluxo
De acordo com a teoria cinética dos gases, a energia cinética para um gás a uma temperatura {\displaystyle T} é
{\displaystyle {\frac {1}{2}}mv_{\rm {rms}}^{2}={\frac {3}{2}}k_{\rm {B}}T}
onde {\displaystyle m} é a massa de uma molécula, {\displaystyle v_{\rm {rms}}} é a velocidade quadrática média das moléculas, e {\displaystyle k_{\rm {B}}} é a constante de Boltzmann. A velocidade molecular média pode ser calculada a partir da distribuição de velocidades de Maxwell como {\textstyle v_{\rm {avg}}={\sqrt {8/3\pi }}\ v_{\rm {rms}}\approx 0.921\ v_{\rm {rms}}} (ou, equivalentemente, {\textstyle v_{\rm {rms}}={\sqrt {3\pi /8}}\ v_{\rm {avg}}\approx 1.085\ v_{\rm {avg}}}). A taxa {\displaystyle \Phi _{N}} na qual um gás de massa molar {\displaystyle M} efunde (tipicamente expressa como o número de moléculas passando pelo orifício por segundo) é então
{\displaystyle \Phi _{N}={\frac {\Delta PAN_{A}}{\sqrt {2\pi MRT}}}.}
Aqui {\displaystyle \Delta P} é a diferença de pressão do gás através da barreira, {\displaystyle A} é a área do orifício, {\displaystyle N_{\text{A}}} é a constante de Avogadro, {\displaystyle R} é a constante dos gases e {\displaystyle T} é a temperatura absoluta. Assumindo que a diferença de pressão entre os dois lados da barreira é muito menor que {\displaystyle P_{\rm {avg}}}, a pressão absoluta média no sistema (isto é (i.e. {\displaystyle \Delta P\ll P_{\rm {avg}}})), é possível expressar o fluxo de efusão como uma taxa de fluxo volumétrico da seguinte forma:
{\displaystyle \Phi _{V}={\frac {\Delta Pd^{2}}{P_{\rm {avg}}}}{\sqrt {\frac {\pi k_{\text{B}}T}{32m}}}}
ou
{\displaystyle \Phi _{V}={\frac {\Delta Pd^{2}}{P_{\rm {avg}}}}{\sqrt {\frac {\pi RT}{32M}}}}
onde {\displaystyle \Phi _{V}} é a taxa de fluxo volumétrico do gás, {\displaystyle P_{\rm {avg}}} é a pressão média em ambos os lados do orifício, e {\displaystyle d} é o diâmetro do orifício.

## Efeito do peso molecular
A pressão e temperatura constantes, a velocidade quadrática média e, portanto, a taxa de efusão é inversamente proporcional à raiz quadrada do peso molecular. Gases com menor peso molecular efundem mais rapidamente que gases com maior peso molecular, de modo que o número de moléculas mais leves passando pelo orifício por unidade de tempo é maior.

### Lei de Graham
O químico escocês Thomas Graham (1805–1869) descobriu experimentalmente que a taxa de efusão de um gás é inversamente proporcional à raiz quadrada da massa de suas partículas. Em outras palavras, a razão entre as taxas de efusão de dois gases à mesma temperatura e pressão é dada pela razão inversa das raízes quadradas das massas das partículas de gás.
{\displaystyle {{\mbox{Taxa de efusão do gás}}_{1} \over {\mbox{Taxa de efusão do gás}}_{2}}={\sqrt {M_{2} \over M_{1}}}}
onde {\displaystyle M_{1}} e {\displaystyle M_{2}} representam as massas molares dos gases. Esta equação é conhecida como Lei de efusão de Graham.
A taxa de efusão para um gás depende diretamente da velocidade média de suas partículas. Assim, quanto mais rápido as partículas de gás estiverem se movendo, mais provável é que passem pelo orifício de efusão.

## Célula de Knudsen
A Célula de Knudsen é usada para medir a pressão de vapor de um sólido com pressão de vapor muito baixa. Tal sólido forma um vapor a baixa pressão por sublimação. O vapor lentamente efunde através de um pequeno orifício, e a perda de massa é proporcional à pressão de vapor e pode ser usada para determinar esta pressão. O calor de sublimação também pode ser determinado medindo a pressão de vapor em função da temperatura, usando a relação de Clausius–Clapeyron.